# Державний борг України
Держа́вний борг Украї́ни  — загальна сума заборгованості України, яка складається з усіх випущених і непогашених боргових зобов'язань.
Примітка: Термін «Державний борг України» є усним та неофіційним скороченням офіційного найменування Державного боргу та гарантованого державою боргу України.
До Державного боргу та гарантованого державою боргу України входять:
- державний борг — загальна сума боргових зобов'язань держави з повернення отриманих та непогашених кредитів (позик) станом на звітну дату, що виникають внаслідок державного запозичення[1];
- гарантований державою борг — загальна сума боргових зобов'язань суб'єктів господарювання — резидентів України щодо повернення отриманих та непогашених станом на звітну дату кредитів (позик), виконання яких забезпечено державними гарантіями[1].

## Поняття
Законодавче визначення Державного боргу та гарантованого державою боргу закріплено в ст. 2 Бюджетного кодексу України.
З метою покриття виключно державного боргу (без гарантованого державою боргу) здійснюються державні запозичення ( це операції, пов'язані з отриманням державою кредитів (позик) на умовах повернення, платності та строковості з метою фінансування державного бюджету).
Залучені кошти від державних запозичень спрямовуються на покриття бюджетного дефіциту на державному і, якщо такі запозичення спрямовуються через механізм міжбюджетних трансферів, також на регіональному рівнях, цільове фінансування різноманітних програм, а також для рефінансування раніше здійснених державних запозичень.
Оскільки українські та міжнародні банки і фінансові організації при фінансуванні великих проєктів на значні суми коштів вимагають гарантій повернення від суб'єктів господарювання отриманих ними коштів, то таким гарантом може виступати держава. З цією метою держава може видавати державні гарантії, а сума, на яку видається гарантія, входить до гарантованого державою боргу до повного погашення суб'єктом господарювання боргових зобов'язань перед банками чи фінансовими організаціями. В разі неспроможності суб'єкта господарювання вчасно виконати свої боргові зобов'язання, кредитори мають право вимагати погашення боргових зобов'язань державою.

## Структура
В залежності від ринку залучення коштів чи надання гарантій Державний борг та гарантований державою борг України складається з внутрішнього і зовнішнього відповідно. 

## Історія

### 1991-1994
Безсистемне утворення і нагромадження боргу:
- залучалися прямі кредити НБУ;
- надавались урядові гарантії щодо іноземних кредитів українським підприємствам;
- урегульовувалися боргові взаємовідносини з Російською Федерацією.

### 1995-1997
Поряд з продовженням боргової політики попередніх років, активізувалися зв'язки з міжнародними фінансовими організаціями. За цей період зовнішній борг зріс майже в 4 рази.
Економічна криза в Україні в самому розпалі. Вводиться гривня на заміну девальвованого карбованця

### 1998-2000
Зростання зовнішньої заборгованості. Державний борг України досягає у 2000 році 48,8 % від ВВП країни.
На 1 січня 2000 року загальна сума державного боргу становила 15,2 млрд дол.

### 2001 - 2007
Період економічного зростання. Прямий державний та гарантований державою борг поступово зменшується до 12,2 % від валового внутрішнього продукту України.

### 2008-2009
Глобальна фінансова криза ліквідності. Падіння експортної виручки, відновлення співпраці з МВФ, зростання на початок 2010 року Державного боргу до 29,2 % від ВВП.

### 2010-2013
Прихід до влади Партії Регіонів, в країні — масова корупція та бандитизм. 
Безсистемне нарощування Державного боргу України без очевидних на те підстав.
Проведення чемпіонату з футболу Євро-2012.
Зростання ціни на газ за контрактами з Газпромом, що були укладені Юлією Тимошенко
В результаті правління Партії Регіонів — розмір Державного боргу України зріс до 39,9 % від ВВП.

### 2014 - 2019
Революція Гідності, тимчасова окупація територій України з підприємствами які там були, війна на сході країни.
Відмова боржників на окупованих територіях платити борги серйозно підриває фінансову систему України. Банки несуть величезні збитки. Втрата підприємств на сході України та в Криму підриває дохідну частину бюджету України.
Інші економічні наслідки російської агресії проти України.

### 2019 - 2020
Війна продовжувалася, окуповані території не повернуті. Боржники з окупованих територій не виплачують борги, що були взяті до окупації.
В 2017–2019 роках відносні показники державного боргу в Україні поступово покращувалися, але 2020 року знову погіршилися, сигналізуючи про підвищення боргових ризиків. Так, величина державного та гарантованого державою боргу щодо ВВП зменшилася з пікового рівня 81 % ВВП наприкінці 2016 року до 49,8 % ВВП — наприкінці 2019 року, але протягом 2020 року знову зросла до 62,7 % ВВП.
В 2019 році спостерігався масовий приплив іноземного спекулятивного капіталу на ринок ОВДП: протягом року вкладення нерезидентів зросли у 18 разів і перевищили 115,8 млрд гривень. При цьому частка іноземних інвесторів у загальній сумі ОВДП в обігу (за винятком ОВДП у портфелі НБУ) досягла 23,8 %.
Окрім МВФ, очікується €600 млн від Євросоюзу під низький відсоток. Обговорюється виділення у вересні 350-мільйонного кредиту Світового банку, ЄБРР, МБРР, Європейського інвестиційного банку.
У червні 2020 року, профільне міністерство представило проєкт Стратегії Міністерства фінансів до 2023 року під назвою «Самодостатність». У стратегії поставлені завдання щодо зниження рівня боргового навантаження до 55 % ВВП та збільшення гривневої частки боргу до 50 %.
На кінець 2020 року держборг становив $90,25 млрд ($36,53 млрд внутрішній й $53,72 млрд зовнішній).

### 2021
Відповідно до звіту Національного Банку України зовнішній борг України відносно ВВП на кінець першого півріччя 2021 року скоротився до мінімального рівня з 2014 року (75,2 %), а короткострокового — з 2009 року (28,4 %)», — зазначалося у звіті.
Як зазначили в НБУ, завдяки подальшому економічному зростанню та виваженим макроекономічній та фіскальній політикам очікується подальше зниження цього співвідношення.

### 2023
За даними, наведеними у відкритому доступі на сайті Міністерства фінансів України, сукупний державний борг України за підсумками серпня встановив новий історичний максимум. Він зріс до $132,92 млрд. Ще переконливіше це виглядає у гривнях – 4 трлн 860,6 млрд гривень. Таким чином, на кожного українця припадало понад $3,6 тис. державного боргу.
За повідомленням Міністерства фінансів України 28 вересня 2023 року, протягом серпня 2023 року сума державного та гарантованого державою боргу України збільшилась на $1,01 млрд. Відтак, станом на 31 серпня 2023 року, державний та гарантований державою борг України становив 4 897,56 млрд грн або $133,93 млрд.

### 2024
Сукупний державний борг України в І кв. 2024 року зріс до нового історичного максимуму: у доларовому вираженні - на $5,73 млрд або 3,9 % - до $151,05 млрд, у гривневому - на 404,8 млрд грн, або 7,3 %, до 5 трлн 924,3 млрд грн, свідчать дані на сайті Міністерства фінансів. Згідно з ними, прямий держборг збільшився на 4,8 % - до $141,10 млрд, або до 5 трлн 612,6 млрд грн, і становив 94,7 % від загальної суми державного та гарантованого державою боргу. Також повідомлялося, що зовнішній прямий борг у першому кварталі цього року зріс на 7,4 %, або $7,06 млрд - до $101,85 млрд, тоді як внутрішній прямий - на 1,9 %, або 30,1 млрд грн, до 1 трлн 617,8 млрд грн. Сукупний зовнішній держборг України в січні-березні 2024 року збільшився на 6,3 %, або на $6,39 млрд - до $108,09 млрд, тоді як сукупний внутрішній - на 1,7 %, або на 28,2 млрд грн, до 1 трлн 684,7 млрд грн. У результаті частка сукупного зовнішнього держборгу зросла до 71,6 %.
27 травня Голова комітету Верховної Ради України з питань фінансів, податкової та митної політики Данило Гетманцев заявив, що державний борг України становить більш як 6 трильйонів гривень. Від початку російського вторгнення в Україну сума державного боргу України збільшилася вдвічі.
У липні обсяг державного боргу збільшився на 2,1 %, що в еквіваленті складає $3,20 млрд. На кінець місяця сума державного боргу досягла $155,4 млрд. Якщо дивитися на ситуацію від початку року, зростання становило 6,9 %, а від початку війни – аж 66,5 % (або $62 млрд).
20 листопада Державний департамент США заявив, що адміністрація президента Джо Байдена зробила перший крок для скасування близько $4,6 млрд боргу України, який вона мала повернути за видані позики, однак зараз рішення має прийняти Конгрес США.
Станом на 31 жовтня, за даними Міністерства фінансів України, державний та гарантований державою борг України становив 6,41 трлн грн, або $155,37 млрд. Відповідно, сума державного та гарантованого державою боргу України збільшилась у гривневому еквіваленті на $4,35 млрд і зменшилась в доларовому еквіваленті на $0,32 млрд.
3 грудня Верховна Рада України більшістю голосів схвалила в цілому законопроєкт № 12232 про зміни до Бюджетного кодексу України щодо правочинів з умовними зобов’язаннями. Ця законодавча ініціатива надає право Борговому агентству, а до його створення - Міністерству фінансів України, здійснювати правочини з умовними зобов’язаннями в рамках угод з ЄС, іноземними державами, міжнародними фінансовими організаціями, повернення грошей за якими буде відбуватись не за рахунок державного бюджету, а, зокрема, за рахунок заморожених активів РФ. Цей нормативний акт, зокрема, стосується $50 млрд фінансової допомоги, наданої Україні країнами "Великої сімки" (G7) та Європейським Союзом (ЄС).
27 грудня, за інформацією Міністерства фінансів України, державний борг країни зріс до $160 млрд.
Станом на кінець 2024 року державний борг України сягнув близько 7 трлн грн. Таким чином, відношення державного боргу до ВВП сягнуло 92 %. Згідно повідомлення аналітиків Forbes Ukraine, в структурі державного боргу левова частина (96 %) припадає на прямий борг держави, решта 4 % – на борги, гарантовані державою. Для порівняння, у 2023 році державний борг становив 5,5 трлн грн, або 84 % ВВП.
За повідомленням Міністерства фінансів України, сума державного та гарантованого державою боргу України протягом 2024 року збільшилась на 1461,3 млрд грн, у доларовому еквіваленті — на $20,74 млрд. Станом на 31 грудня 2024 року державний та гарантований державою борг України становив 6 980,93 млрд грн, або $166,06 млрд, а саме: державний та гарантований державою зовнішній борг – 5 048,44 млрд грн (72,32 % загальної суми державного та гарантованого державою боргу), або $120,09 млрд; державний та гарантований державою внутрішній борг – 1 932,49 млрд грн (27,68 %), або $45,97 млрд.

### 2025
Станом на 31 січня, згідно повідомлення Міністерства фінансів України, державний та гарантований державою борг України становив 7 068,00 млрд грн, або $168,99 млрд. Протягом січня 2025 року сума державного та гарантованого державою боргу України збільшилась у гривневому еквіваленті на 87,03 млрд грн і в доларовому еквіваленті державний та гарантований державою борг збільшився на $2,93 млрд. 

## Динаміка державного боргу та гарантованого державою боргу України
| Дата           | Державний борг | Державний борг | Державний борг               | Державний борг               | Державний борг              | Державний борг              | Гарантований державою борг | Гарантований державою борг | Гарантований державою борг   | Гарантований державою борг   | Гарантований державою борг  | Гарантований державою борг  | Загальна сума державного та гарантованого державою боргу | Загальна сума державного та гарантованого державою боргу | Прем'єр-міністр       | Президент                          |
| Дата           | Всього         | Всього         | в тому числі Внутрішній борг | в тому числі Внутрішній борг | в тому числі Зовнішній борг | в тому числі Зовнішній борг | Всього                     | Всього                     | в тому числі Внутрішній борг | в тому числі Внутрішній борг | в тому числі Зовнішній борг | в тому числі Зовнішній борг | Загальна сума державного та гарантованого державою боргу | Загальна сума державного та гарантованого державою боргу | Прем'єр-міністр       | Президент                          |
| Дата           | млн. грн.      | млн. $         | млн. грн.                    | млн. $                       | млн. грн.                   | млн. $                      | млн. грн.                  | млн. $                     | млн. грн.                    | млн. $                       | млн. грн.                   | млн. $                      | млн. грн.                                                | млн. $                                                   | Прем'єр-міністр       | Президент                          |
| -------------- | -------------- | -------------- | ---------------------------- | ---------------------------- | --------------------------- | --------------------------- | -------------------------- | -------------------------- | ---------------------------- | ---------------------------- | --------------------------- | --------------------------- | -------------------------------------------------------- | -------------------------------------------------------- | --------------------- | ---------------------------------- |
| 1              | 2=4+6          | 3=5+7          | 4                            | 5                            | 6                           | 7                           | 8=10+12                    | 9=11+13                    | 10                           | 11                           | 12                          | 13                          | 14=2+8                                                   | 15=3+9                                                   | 16                    | 17                                 |
| 24.серпня.1991 | -/-            | -/-            | -/-                          | -/-                          | -/-                         | -/-                         | -/-                        | -/-                        | -/-                          | -/-                          | -/-                         | -/-                         | -/-                                                      | -/-                                                      | Вітольд Фокін         | Кравчук Леонід Макарович           |
| 31.12.1991     | -/-            | -/-            | -/-                          | -/-                          | -/-                         | -/-                         | -/-                        | -/-                        | -/-                          | -/-                          | -/-                         | -/-                         | -/-                                                      | -/-                                                      | Вітольд Фокін         | Кравчук Леонід Макарович           |
| 01.10.1992     | -/-            | -/-            | -/-                          | -/-                          | -/-                         | -/-                         | -/-                        | -/-                        | -/-                          | -/-                          | -/-                         | -/-                         | -/-                                                      | -/-                                                      | Вітольд Фокін         | Кравчук Леонід Макарович           |
| 02.10.1992     | -/-            | -/-            | -/-                          | -/-                          | -/-                         | -/-                         | -/-                        | -/-                        | -/-                          | -/-                          | -/-                         | -/-                         | -/-                                                      | -/-                                                      | Валентин Симоненко    | Кравчук Леонід Макарович           |
| 13.10.1992     | -/-            | -/-            | -/-                          | -/-                          | -/-                         | -/-                         | -/-                        | -/-                        | -/-                          | -/-                          | -/-                         | -/-                         | -/-                                                      | -/-                                                      | Валентин Симоненко    | Кравчук Леонід Макарович           |
| 31.12.1992     | 20.06          | 11.46          | 17.48                        | 9.99                         | 2.58                        | 1.47                        | 0.01                       | 0.01                       | 0.01                         | 0.01                         | -/-                         | -/-                         | 20.07                                                    | 11.47                                                    | Леонід Кучма          | Кравчук Леонід Макарович           |
| 22.09.1993     | -/-            | -/-            | -/-                          | -/-                          | -/-                         | -/-                         | -/-                        | -/-                        | -/-                          | -/-                          | -/-                         | -/-                         | -/-                                                      | -/-                                                      | Леонід Кучма          | Кравчук Леонід Макарович           |
| 31.12.1993     | 667.63         | 381.50         | 218.33                       | 124.76                       | 449.29                      | 256.74                      | 11.76                      | 6.72                       | 0.01                         | 0.01                         | 11.74                       | 6.71                        | 679.38                                                   | 388.22                                                   | Юхим Звягільський     | Кравчук Леонід Макарович           |
| 16.06.1994     | -/-            | -/-            | -/-                          | -/-                          | -/-                         | -/-                         | -/-                        | -/-                        | -/-                          | -/-                          | -/-                         | -/-                         | -/-                                                      | -/-                                                      | Юхим Звягільський     | Кравчук Леонід Макарович           |
| 19.07.1994     | -/-            | -/-            | -/-                          | -/-                          | -/-                         | -/-                         | -/-                        | -/-                        | -/-                          | -/-                          | -/-                         | -/-                         | -/-                                                      | -/-                                                      | Віталій Масол         | Кравчук Леонід Макарович           |
| 31.12.1994     | 6,293.17       | 3,596.10       | 2,275.63                     | 1,300.36                     | 4,017.55                    | 2,295.74                    | 441.62                     | 252.36                     | 0.01                         | 0.01                         | 441.61                      | 252.35                      | 6,734.80                                                 | 3,848.46                                                 | Віталій Масол         | Кучма Леонід Данилович             |
| 06.03.1995     | -/-            | -/-            | -/-                          | -/-                          | -/-                         | -/-                         | -/-                        | -/-                        | -/-                          | -/-                          | -/-                         | -/-                         | -/-                                                      | -/-                                                      | Віталій Масол         | Кучма Леонід Данилович             |
| 31.12.1995     | 18,875.57      | 10,786.04      | 7,952.25                     | 4,544.14                     | 10,923.32                   | 6,241.90                    | 3,192.65                   | 1,824.37                   | 0.01                         | 0.01                         | 3,192.64                    | 1,824.36                    | 22,068.22                                                | 12,610.41                                                | Євген Марчук          | Кучма Леонід Данилович             |
| 28.05.1996     | -/-            | -/-            | -/-                          | -/-                          | -/-                         | -/-                         | -/-                        | -/-                        | -/-                          | -/-                          | -/-                         | -/-                         | -/-                                                      | -/-                                                      | Євген Марчук          | Кучма Леонід Данилович             |
| 31.12.1996     | 15,920.48      | 8,428.00       | 3,643.42                     | 1,928.76                     | 12,277.06                   | 6,499.24                    | 4,658.44                   | 2,466.09                   | 0.97                         | 0.51                         | 4,657.48                    | 2,465.58                    | 20,578.93                                                | 10,894.09                                                | Павло Лазаренко       | Кучма Леонід Данилович             |
| 19.06.1997     | -/-            | -/-            | -/-                          | -/-                          | -/-                         | -/-                         | -/-                        | -/-                        | -/-                          | -/-                          | -/-                         | -/-                         | -/-                                                      | -/-                                                      | Павло Лазаренко       | Кучма Леонід Данилович             |
| 16.07.1997     | -/-            | -/-            | -/-                          | -/-                          | -/-                         | -/-                         | -/-                        | -/-                        | -/-                          | -/-                          | -/-                         | -/-                         | -/-                                                      | -/-                                                      | Василь Дурдинець      | Кучма Леонід Данилович             |
| 31.12.1997     | 23,204.70      | 12,232.31      | 10,190.84                    | 5,372.08                     | 13,013.86                   | 6,860.23                    | 5,316.61                   | 2,802.64                   | 0.97                         | 0.51                         | 5,315.64                    | 2,802.13                    | 28,521.31                                                | 15,034.95                                                | Валерій Пустовойтенко | Кучма Леонід Данилович             |
| 31.12.1998     | 38,358.97      | 11,193.16      | 11,360.07                    | 3,314.87                     | 26,998.90                   | 7,878.29                    | 11,026.59                  | 3,217.56                   | 0.97                         | 0.28                         | 11,025.63                   | 3,217.28                    | 49,385.56                                                | 14,410.73                                                | Валерій Пустовойтенко | Кучма Леонід Данилович             |
| 22.12.1999     | -/-            | -/-            | -/-                          | -/-                          | -/-                         | -/-                         | -/-                        | -/-                        | -/-                          | -/-                          | -/-                         | -/-                         | -/-                                                      | -/-                                                      | Валерій Пустовойтенко | Кучма Леонід Данилович             |
| 31.12.1999     | 62,877.25      | 12,053.99      | 14,428.11                    | 2,765.97                     | 48,449.14                   | 9,288.03                    | 16,668.32                  | 3,195.43                   | 0.97                         | 0.19                         | 16,667.35                   | 3,195.24                    | 79,545.57                                                | 15,249.42                                                | Віктор Ющенко         | Кучма Леонід Данилович             |
| 31.12.2000     | 64,215.71      | 11,816.30      | 20,780.63                    | 3,823.84                     | 43,435.07                   | 7,992.47                    | 12,807.05                  | 2,356.62                   | 0.97                         | 0.18                         | 12,806.09                   | 2,356.44                    | 77,022.76                                                | 14,172.92                                                | Віктор Ющенко         | Кучма Леонід Данилович             |
| 29.05.2001     | -/-            | -/-            | -/-                          | -/-                          | -/-                         | -/-                         | -/-                        | -/-                        | -/-                          | -/-                          | -/-                         | -/-                         | -/-                                                      | -/-                                                      | Віктор Ющенко         | Кучма Леонід Данилович             |
| 31.12.2001     | 63,291.34      | 11,945.14      | 21,018.43                    | 3,966.86                     | 42,272.91                   | 7,978.28                    | 11,337.34                  | 2,139.73                   | 0.97                         | 0.18                         | 11,336.37                   | 2,139.54                    | 74,628.68                                                | 14,084.87                                                | Анатолій Кінах        | Кучма Леонід Данилович             |
| 21.11.2002     | -/-            | -/-            | -/-                          | -/-                          | -/-                         | -/-                         | -/-                        | -/-                        | -/-                          | -/-                          | -/-                         | -/-                         | -/-                                                      | -/-                                                      | Анатолій Кінах        | Кучма Леонід Данилович             |
| 31.12.2002     | 64,466.72      | 12,089.62      | 21,386.07                    | 4,010.59                     | 43,080.65                   | 8,079.04                    | 11,260.31                  | 2,111.68                   | 0.97                         | 0.18                         | 11,259.35                   | 2,111.50                    | 75,727.03                                                | 14,201.30                                                | Віктор Янукович       | Кучма Леонід Данилович             |
| 31.12.2003     | 66,133.32      | 12,404.26      | 20,523.78                    | 3,849.53                     | 45,609.54                   | 8,554.73                    | 11,400.16                  | 2,138.26                   | 0.97                         | 0.18                         | 11,399.19                   | 2,138.08                    | 77,533.48                                                | 14,542.53                                                | Віктор Янукович       | Кучма Леонід Данилович             |
| 30.09.2004     | 67,904.50      | 12,793.58      | 21,458.59                    | 4,042.92                     | 46,445.91                   | 8,750.67                    | 13,211.50                  | 2,489.12                   | 0.97                         | 0.18                         | 13,210.54                   | 2,488.94                    | 81,116.00                                                | 15,282.70                                                | Віктор Янукович       | Кучма Леонід Данилович             |
| 30.11.2004     | 67,968.85      | 12,809.33      | 21,210.95                    | 3,997.39                     | 46,757.89                   | 8,811.94                    | 17,700.81                  | 3,335.87                   | 0.97                         | 0.18                         | 17,699.85                   | 3,335.69                    | 85,669.66                                                | 16,145.20                                                | Віктор Янукович       | Кучма Леонід Данилович             |
| 07.12.2004     | -/-            | -/-            | -/-                          | -/-                          | -/-                         | -/-                         | -/-                        | -/-                        | -/-                          | -/-                          | -/-                         | -/-                         | -/-                                                      | -/-                                                      | Віктор Янукович       | Кучма Леонід Данилович             |
| 28.12.2004     | -/-            | -/-            | -/-                          | -/-                          | -/-                         | -/-                         | -/-                        | -/-                        | -/-                          | -/-                          | -/-                         | -/-                         | -/-                                                      | -/-                                                      | Микола Азаров         | Кучма Леонід Данилович             |
| 31.12.2004     | 67,682.32      | 12,757.25      | 20,953.31                    | 3,949.43                     | 46,729.02                   | 8,807.82                    | 17,714.71                  | 3,339.00                   | 0.97                         | 0.18                         | 17,713.74                   | 3,338.81                    | 85,397.04                                                | 16,096.25                                                | Віктор Янукович       | Кучма Леонід Данилович             |
| 05.01.2005     | -/-            | -/-            | -/-                          | -/-                          | -/-                         | -/-                         | -/-                        | -/-                        | -/-                          | -/-                          | -/-                         | -/-                         | -/-                                                      | -/-                                                      | Віктор Янукович       | Кучма Леонід Данилович             |
| 23.01.2005     | -/-            | -/-            | -/-                          | -/-                          | -/-                         | -/-                         | -/-                        | -/-                        | -/-                          | -/-                          | -/-                         | -/-                         | -/-                                                      | -/-                                                      | Микола Азаров         | Кучма Леонід Данилович             |
| 24.01.2005     | -/-            | -/-            | -/-                          | -/-                          | -/-                         | -/-                         | -/-                        | -/-                        | -/-                          | -/-                          | -/-                         | -/-                         | -/-                                                      | -/-                                                      | Микола Азаров         | Ющенко Віктор Андрійович           |
| 31.01.2005     | 68,150.80      | 12,849.19      | 21,887.97                    | 4,126.77                     | 46,262.83                   | 8,722.42                    | 17,424.27                  | 3,285.18                   | 0.97                         | 0.18                         | 17,423.30                   | 3,285.00                    | 85,575.07                                                | 16,134.37                                                | Юлія Тимошенко        | Ющенко Віктор Андрійович           |
| 31.05.2005     | 63,707.34      | 12,615.32      | 22,474.00                    | 4,450.30                     | 41,233.34                   | 8,165.02                    | 15,797.30                  | 3,128.18                   | 0.97                         | 0.19                         | 15,796.33                   | 3,127.99                    | 79,504.64                                                | 15,743.49                                                | Юлія Тимошенко        | Ющенко Віктор Андрійович           |
| 31.08.2005     | 65,424.11      | 12,955.27      | 22,634.42                    | 4,482.06                     | 42,789.69                   | 8,473.21                    | 15,822.94                  | 3,133.26                   | 0.97                         | 0.19                         | 15,821.98                   | 3,133.06                    | 81,247.05                                                | 16,088.52                                                | Юлія Тимошенко        | Ющенко Віктор Андрійович           |
| 08.09.2005     | -/-            | -/-            | -/-                          | -/-                          | -/-                         | -/-                         | -/-                        | -/-                        | -/-                          | -/-                          | -/-                         | -/-                         | -/-                                                      | -/-                                                      | Юлія Тимошенко        | Ющенко Віктор Андрійович           |
| 30.09.2005     | 63,579.43      | 12,589.99      | 22,429.61                    | 4,441.51                     | 41,149.81                   | 8,148.48                    | 15,499.37                  | 3,069.18                   | 0.97                         | 0.19                         | 15,498.41                   | 3,068.99                    | 79,078.80                                                | 15,659.17                                                | Юрій Єхануров         | Ющенко Віктор Андрійович           |
| 31.12.2005     | 63,144.62      | 12,503.88      | 19,188.29                    | 3,799.66                     | 43,956.33                   | 8,704.22                    | 15,001.14                  | 2,970.52                   | 0.97                         | 0.19                         | 15,000.17                   | 2,970.33                    | 78,145.76                                                | 15,474.41                                                | Юрій Єхануров         | Ющенко Віктор Андрійович           |
| 31.05.2006     | 60,363.34      | 11,953.14      | 18,235.96                    | 3,611.08                     | 42,127.38                   | 8,342.05                    | 14,448.83                  | 2,861.15                   | 0.97                         | 0.19                         | 14,447.86                   | 2,860.96                    | 74,812.17                                                | 14,814.29                                                | Юрій Єхануров         | Ющенко Віктор Андрійович           |
| 31.07.2006     | 59,623.30      | 11,806.59      | 18,009.71                    | 3,566.28                     | 41,613.60                   | 8,240.32                    | 14,570.68                  | 2,885.28                   | 0.97                         | 0.19                         | 14,569.72                   | 2,885.09                    | 74,193.99                                                | 14,691.88                                                | Юрій Єхануров         | Ющенко Віктор Андрійович           |
| 04.08.2006     | -/-            | -/-            | -/-                          | -/-                          | -/-                         | -/-                         | -/-                        | -/-                        | -/-                          | -/-                          | -/-                         | -/-                         | -/-                                                      | -/-                                                      | Юрій Єхануров         | Ющенко Віктор Андрійович           |
| 31.08.2006     | 59,155.75      | 11,714.01      | 17,488.29                    | 3,463.03                     | 41,667.46                   | 8,250.98                    | 14,372.91                  | 2,846.12                   | 0.97                         | 0.19                         | 14,371.94                   | 2,845.93                    | 73,528.66                                                | 14,560.13                                                | Віктор Янукович       | Ющенко Віктор Андрійович           |
| 31.12.2006     | 66,113.79      | 13,091.84      | 16,607.71                    | 3,288.66                     | 49,506.08                   | 9,803.18                    | 14,433.22                  | 2,858.06                   | 0.97                         | 0.19                         | 14,432.25                   | 2,857.87                    | 80,547.01                                                | 15,949.90                                                | Віктор Янукович       | Ющенко Віктор Андрійович           |
| 31.05.2007     | 62,223.67      | 12,321.52      | 15,320.10                    | 3,033.68                     | 46,903.57                   | 9,287.83                    | 13,368.40                  | 2,647.21                   | 0.97                         | 0.19                         | 13,367.43                   | 2,647.02                    | 75,592.07                                                | 14,968.73                                                | Віктор Янукович       | Ющенко Віктор Андрійович           |
| 30.09.2007     | 67,083.52      | 13,283.87      | 17,338.55                    | 3,433.38                     | 49,744.98                   | 9,850.49                    | 15,118.84                  | 2,993.83                   | 555.97                       | 110.09                       | 14,562.87                   | 2,883.74                    | 82,202.36                                                | 16,277.69                                                | Віктор Янукович       | Ющенко Віктор Андрійович           |
| 30.11.2007     | 71,901.62      | 14,237.94      | 18,259.38                    | 3,615.72                     | 53,642.24                   | 10,622.23                   | 17,709.09                  | 3,506.75                   | 1,000.97                     | 198.21                       | 16,708.12                   | 3,308.54                    | 89,610.71                                                | 17,744.70                                                | Віктор Янукович       | Ющенко Віктор Андрійович           |
| 18.12.2007     | -/-            | -/-            | -/-                          | -/-                          | -/-                         | -/-                         | -/-                        | -/-                        | -/-                          | -/-                          | -/-                         | -/-                         | -/-                                                      | -/-                                                      | Віктор Янукович       | Ющенко Віктор Андрійович           |
| 31.12.2007     | 71,294.28      | 14,117.68      | 17,806.39                    | 3,526.02                     | 53,487.89                   | 10,591.66                   | 17,450.46                  | 3,455.54                   | 1,000.97                     | 198.21                       | 16,449.50                   | 3,257.33                    | 88,744.74                                                | 17,573.22                                                | Юлія Тимошенко        | Ющенко Віктор Андрійович           |
| 31.05.2008     | 69,909.61      | 14,408.41      | 17,233.90                    | 3,551.92                     | 52,675.72                   | 10,856.50                   | 15,807.65                  | 3,257.96                   | 1,000.97                     | 206.30                       | 14,806.68                   | 3,051.67                    | 85,717.26                                                | 17,666.38                                                | Юлія Тимошенко        | Ющенко Віктор Андрійович           |
| 30.09.2008     | 68,233.08      | 14,036.84      | 16,544.06                    | 3,403.43                     | 51,689.02                   | 10,633.41                   | 14,835.09                  | 3,051.86                   | 1,300.97                     | 267.63                       | 13,534.12                   | 2,784.23                    | 83,068.16                                                | 17,088.70                                                | Юлія Тимошенко        | Ющенко Віктор Андрійович           |
| 31.12.2008     | 130,689.65     | 16,972.68      | 44,666.55                    | 5,800.85                     | 86,023.10                   | 11,171.83                   | 58,720.74                  | 7,626.07                   | 2,000.97                     | 259.87                       | 56,719.77                   | 7,366.20                    | 189,410.39                                               | 24,598.75                                                | Юлія Тимошенко        | Ющенко Віктор Андрійович           |
| 31.05.2009     | 145,866.89     | 19,145.65      | 50,660.28                    | 6,649.38                     | 95,206.61                   | 12,496.27                   | 55,904.03                  | 7,337.64                   | 5,818.17                     | 763.66                       | 50,085.86                   | 6,573.98                    | 201,770.92                                               | 26,483.29                                                | Юлія Тимошенко        | Ющенко Віктор Андрійович           |
| 30.09.2009     | 204,037.69     | 25,472.87      | 82,547.25                    | 10,305.52                    | 121,490.43                  | 15,167.35                   | 75,584.38                  | 9,436.25                   | 11,870.91                    | 1,482.01                     | 63,713.47                   | 7,954.24                    | 279,622.07                                               | 34,909.12                                                | Юлія Тимошенко        | Ющенко Віктор Андрійович           |
| 31.12.2009     | 226,996.31     | 28,427.84      | 91,070.08                    | 11,405.14                    | 135,926.23                  | 17,022.70                   | 89,888.31                  | 11,257.15                  | 14,062.84                    | 1,761.16                     | 75,825.46                   | 9,495.99                    | 316,884.61                                               | 39,684.99                                                | Юлія Тимошенко        | Ющенко Віктор Андрійович           |
| 31.01.2010     | 212,133.24     | 26,512.68      | 92,193.41                    | 11,522.45                    | 119,939.84                  | 14,990.23                   | 89,405.50                  | 11,174.01                  | 14,058.81                    | 1,757.09                     | 75,346.70                   | 9,416.92                    | 301,538.75                                               | 37,686.69                                                | Юлія Тимошенко        | Ющенко Віктор Андрійович           |
| 25.02.2010     | -/-            | -/-            | -/-                          | -/-                          | -/-                         | -/-                         | -/-                        | -/-                        | -/-                          | -/-                          | -/-                         | -/-                         | -/-                                                      | -/-                                                      | Юлія Тимошенко        | Ющенко Віктор Андрійович           |
| 28.02.2010     | 214,881.87     | 26,893.85      | 96,207.05                    | 12,040.93                    | 118,674.82                  | 14,852.92                   | 88,291.84                  | 11,050.29                  | 14,051.92                    | 1,758.69                     | 74,239.91                   | 9,291.60                    | 303,173.71                                               | 37,944.14                                                | Юлія Тимошенко        | Віктор Янукович                    |
| 11.03.2010     | -/-            | -/-            | -/-                          | -/-                          | -/-                         | -/-                         | -/-                        | -/-                        | -/-                          | -/-                          | -/-                         | -/-                         | -/-                                                      | -/-                                                      | Юлія Тимошенко        | Віктор Янукович                    |
| 31.03.2010     | 239,799.52     | 30,258.61      | 108,615.62                   | 13,705.44                    | 131,183.90                  | 16,553.17                   | 87,419.80                  | 11,030.89                  | 14,050.41                    | 1,772.92                     | 73,369.39                   | 9,257.97                    | 327,219.32                                               | 41,289.50                                                | Микола Азаров         | Віктор Янукович                    |
| 30.09.2010     | 306,989.33     | 38,793.12      | 134,219.56                   | 16,960.83                    | 172,769.77                  | 21,832.28                   | 97,311.71                  | 12,296.92                  | 13,886.48                    | 1,754.78                     | 83,425.23                   | 10,542.14                   | 404,301.04                                               | 51,090.04                                                | Микола Азаров         | Віктор Янукович                    |
| 31.12.2010     | 323,475.20     | 40,628.91      | 141,662.10                   | 17,792.95                    | 181,813.10                  | 22,835.97                   | 108,760.21                 | 13,660.43                  | 13,827.75                    | 1,736.78                     | 94,932.46                   | 11,923.64                   | 432,235.41                                               | 54,289.34                                                | Микола Азаров         | Віктор Янукович                    |
| 31.05.2011     | 345,099.16     | 43,296.51      | 152,821.08                   | 19,173.10                    | 192,278.07                  | 24,123.41                   | 115,476.49                 | 14,487.80                  | 13,662.18                    | 1,714.07                     | 101,814.31                  | 12,773.73                   | 460,575.65                                               | 57,784.31                                                | Микола Азаров         | Віктор Янукович                    |
| 31.10.2011     | 355,030.00     | 44,510.00      | 152,460.00                   | 19,110.00                    | 202,570.00                  | 25,390.00                   | 116,350.00                 | 14,590.00                  | 13,360.00                    | 1,670.00                     | 102,990.00                  | 12,910.00                   | 471,380.00                                               | 59,100.00                                                | Микола Азаров         | Віктор Янукович                    |
| 31.12.2011     | 357,273.44     | 44,716.19      | 161,467.01                   | 20,209.14                    | 195,806.43                  | 24,507.05                   | 115,848.19                 | 14,499.51                  | 12,240.69                    | 1,532.04                     | 103,607.49                  | 12,967.47                   | 473,121.62                                               | 59,215.70                                                | Микола Азаров         | Віктор Янукович                    |
| 31.05.2012     | 375,389.39     | 46,967.71      | 182,047.27                   | 22,777.26                    | 193,342.12                  | 24,190.44                   | 106,146.45                 | 13,280.76                  | 12,053.19                    | 1,508.06                     | 94,093.26                   | 11,772.69                   | 481,535.84                                               | 60,248.46                                                | Микола Азаров         | Віктор Янукович                    |
| 30.09.2012     | 394,414.76     | 49,345.02      | 190,737.41                   | 23,863.06                    | 203,677.35                  | 25,481.97                   | 101,377.85                 | 12,683.33                  | 12,003.19                    | 1,501.71                     | 89,374.65                   | 11,181.62                   | 495,792.61                                               | 62,028.35                                                | Микола Азаров         | Віктор Янукович                    |
| 31.12.2012     | 399,220.00     | 49,950.00      | 190,300.00                   | 23,810.00                    | 208,920.00                  | 26,140.00                   | 116,290.00                 | 14,550.00                  | 16,210.00                    | 2,030.00                     | 100,080.00                  | 12,520.00                   | 515,510.00                                               | 64,500.00                                                | Микола Азаров         | Віктор Янукович                    |
| 31.05.2013     | 442,411.35     | 55,349.85      | 227,583.56                   | 28,472.86                    | 214,827.80                  | 26,876.99                   | 105,742.79                 | 13,229.42                  | 19,392.06                    | 2,426.13                     | 86,350.73                   | 10,803.29                   | 548,154.14                                               | 68,579.27                                                | Микола Азаров         | Віктор Янукович                    |
| 30.09.2013     | 450,952.38     | 56,418.41      | 240,844.48                   | 30,131.93                    | 210,107.89                  | 26,286.49                   | 101,048.12                 | 12,642.08                  | 20,684.53                    | 2,587.83                     | 80,363.60                   | 10,054.25                   | 552,000.50                                               | 69,060.49                                                | Микола Азаров         | Віктор Янукович                    |
| 31.12.2013     | 480,218.63     | 60,079.90      | 256,959.58                   | 32,148.08                    | 223,259.05                  | 27,931.82                   | 104,151.03                 | 13,030.28                  | 27,129.15                    | 3,394.11                     | 77,021.88                   | 9,636.17                    | 584,369.66                                               | 73,110.18                                                | Микола Азаров         | Віктор Янукович                    |
| 28.01.2014     | -/-            | -/-            | -/-                          | -/-                          | -/-                         | -/-                         | -/-                        | -/-                        | -/-                          | -/-                          | -/-                         | -/-                         | -/-                                                      | -/-                                                      | Микола Азаров         | Віктор Янукович                    |
| 31.01.2014     | 480,132.57     | 60,069.13      | 257,710.58                   | 32,242.03                    | 222,421.99                  | 27,827.10                   | 105,165.92                 | 13,157.25                  | 29,006.64                    | 3,629.01                     | 76,159.28                   | 9,528.25                    | 585,298.49                                               | 73,226.38                                                | Сергій Арбузов        | Віктор Янукович                    |
| 22.02.2014     | -/-            | -/-            | -/-                          | -/-                          | -/-                         | -/-                         | -/-                        | -/-                        | -/-                          | -/-                          | -/-                         | -/-                         | -/-                                                      | -/-                                                      | Сергій Арбузов        | Віктор Янукович                    |
| 27.02.2014     | -/-            | -/-            | -/-                          | -/-                          | -/-                         | -/-                         | -/-                        | -/-                        | -/-                          | -/-                          | -/-                         | -/-                         | -/-                                                      | -/-                                                      | Сергій Арбузов        | Турчинов Олександр Валентинович    |
| 28.02.2014     | 558,964.99     | 55,973.18      | 280,657.92                   | 28,104.30                    | 278,307.07                  | 27,868.89                   | 124,128.21                 | 12,429.85                  | 31,425.58                    | 3,146.87                     | 92,702.63                   | 9,282.98                    | 683,093.20                                               | 68,403.03                                                | Арсеній Яценюк        | Турчинов Олександр Валентинович    |
| 31.05.2014     | 675,859.52     | 57,397.85      | 305,908.42                   | 25,979.49                    | 369,951.10                  | 31,418.36                   | 149,552.99                 | 12,700.89                  | 31,683.92                    | 2,690.78                     | 117,869.08                  | 10,010.12                   | 825,412.52                                               | 70,098.75                                                | Арсеній Яценюк        | Турчинов Олександр Валентинович    |
| 07.06.2014     | -/-            | -/-            | -/-                          | -/-                          | -/-                         | -/-                         | -/-                        | -/-                        | -/-                          | -/-                          | -/-                         | -/-                         | -/-                                                      | -/-                                                      | Арсеній Яценюк        | Турчинов Олександр Валентинович    |
| 30.06.2014     | 672,088.52     | 56,844.19      | 303,691.22                   | 25,685.73                    | 368,397.29                  | 31,158.46                   | 149,748.63                 | 12,665.50                  | 31,697.21                    | 2,680.90                     | 118,051.42                  | 9,984.60                    | 821,837.14                                               | 69,509.69                                                | Арсеній Яценюк        | Порошенко Петро Олексійович        |
| 30.09.2014     | 803,483.02     | 62,048.93      | 391,907.29                   | 30,265.02                    | 411,575.73                  | 31,783.91                   | 158,581.60                 | 12,246.45                  | 29,660.59                    | 2,290.54                     | 128,921.01                  | 9,955.92                    | 962,064.62                                               | 74,295.38                                                | Арсеній Яценюк        | Порошенко Петро Олексійович        |
| 31.12.2014     | 947,030.47     | 60,058.16      | 461,003.62                   | 29,235.63                    | 486,026.85                  | 30,822.53                   | 153,802.25                 | 9,753.73                   | 27,863.28                    | 1,767.02                     | 125,938.97                  | 7,986.72                    | 1,100,832.72                                             | 69,811.89                                                | Арсеній Яценюк        | Порошенко Петро Олексійович        |
| 31.05.2015     | 1,194,191.28   | 56,735.96      | 481,332.52                   | 22,868.08                    | 712,858.77                  | 33,867.88                   | 229,935.52                 | 10,924.22                  | 26,804.87                    | 1,273.50                     | 203,130.65                  | 9,650.72                    | 1,424,126.80                                             | 67,660.18                                                | Арсеній Яценюк        | Порошенко Петро Олексійович        |
| 30.09.2015     | 1,259,323.22   | 58,498.23      | 494,990.08                   | 22,993.34                    | 764,333.14                  | 35,504.89                   | 262,128.73                 | 12,176.43                  | 25,768.66                    | 1,197.01                     | 236,360.06                  | 10,979.43                   | 1,521,451.94                                             | 70,674.66                                                | Арсеній Яценюк        | Порошенко Петро Олексійович        |
| 31.12.2015     | 1,333,860.71   | 55,575.99      | 508,001.12                   | 21,166.13                    | 825,859.59                  | 34,409.86                   | 237,904.93                 | 9,912.43                   | 21,459.45                    | 894.12                       | 216,445.47                  | 9,018.31                    | 1,571,765.64                                             | 65,488.41                                                | Арсеній Яценюк        | Порошенко Петро Олексійович        |
| 31.03.2016     | 1,457,673.77   | 55,598.09      | 532,470.43                   | 20,309.30                    | 925,203.34                  | 35,288.78                   | 252,707.24                 | 9,638.67                   | 20,950.25                    | 799.08                       | 231,756.99                  | 8,839.59                    | 1,710,381.01                                             | 65,236.76                                                | Арсеній Яценюк        | Порошенко Петро Олексійович        |
| 14.04.2016     | -/-            | -/-            | -/-                          | -/-                          | -/-                         | -/-                         | -/-                        | -/-                        | -/-                          | -/-                          | -/-                         | -/-                         | -/-                                                      | -/-                                                      | Арсеній Яценюк        | Порошенко Петро Олексійович        |
| 30.04.2016     | 1,448,913.71   | 57,527.33      | 547,313.58                   | 21,730.41                    | 901,600.13                  | 35,796.92                   | 240,868.22                 | 9,563.38                   | 20,564.59                    | 816.49                       | 220,303.63                  | 8,746.88                    | 1,689,781.93                                             | 67,090.71                                                | Володимир Гройсман    | Порошенко Петро Олексійович        |
| 31.05.2016     | 1,448,548.36   | 57,559.73      | 552,476.04                   | 21,953.27                    | 896,072.32                  | 35,606.46                   | 234,997.92                 | 9,337.91                   | 20,488.14                    | 814.12                       | 214,509.78                  | 8,523.79                    | 1,683,546.28                                             | 66,897.65                                                | Володимир Гройсман    | Порошенко Петро Олексійович        |
| 30.09.2016     | 1,505,115.07   | 58,085.91      | 556,070.09                   | 21,460.04                    | 949,044.98                  | 36,625.87                   | 272,918.57                 | 10,532.57                  | 19,535.26                    | 753.91                       | 253,383.32                  | 9,778.65                    | 1,778,033.65                                             | 68,618.48                                                | Володимир Гройсман    | Порошенко Петро Олексійович        |
| 31.12.2016     | 1,650,830.83   | 60,712.72      | 670,645.53                   | 24,664.38                    | 980,185.30                  | 36,048.34                   | 278,927.87                 | 10,258.15                  | 19,084.48                    | 701.87                       | 259,843.39                  | 9,556.28                    | 1,929,758.70                                             | 70,970.86                                                | Володимир Гройсман    | Порошенко Петро Олексійович        |
| 31.05.2017     | 1,665,015.64   | 63,181.79      | 687,520.11                   | 26,089.09                    | 977,495.53                  | 37,092.69                   | 303,009.79                 | 11,498.21                  | 19,574.40                    | 742.78                       | 283,435.38                  | 10,755.43                   | 1,968,025.43                                             | 74,680.00                                                | Володимир Гройсман    | Порошенко Петро Олексійович        |
| 30.09.2017     | 1,724,717.69   | 65,031.92      | 699,716.79                   | 26,383.41                    | 1,025,000.90                | 38,648.52                   | 318,309.60                 | 12,002.13                  | 20,025.41                    | 755.07                       | 298,284.20                  | 11,247.05                   | 2,043,027.29                                             | 77,034.05                                                | Володимир Гройсман    | Порошенко Петро Олексійович        |
| 31.12.2017     | 1,833,709.86   | 65,332.79      | 753,399.39                   | 26,842.68                    | 1,080,310.48                | 38,490.11                   | 307,964.57                 | 10,972.39                  | 13,279.55                    | 473.13                       | 294,685.02                  | 10,499.26                   | 2,141,674.44                                             | 76,305.18                                                | Володимир Гройсман    | Порошенко Петро Олексійович        |
| 31.05.2018     | 1,730,692.92   | 66,219.20      | 747,296.30                   | 28,592.80                    | 983,396.62                  | 37,626.40                   | 262,323.47                 | 10,036.93                  | 13,558.57                    | 518.77                       | 248,764.90                  | 9,518.16                    | 1,993,016.39                                             | 76,256.13                                                | Володимир Гройсман    | Порошенко Петро Олексійович        |
| 30.09.2018     | 1,827,462.50   | 64,578.61      | 756,271.65                   | 26,725.02                    | 1,071,190.84                | 37,853.59                   | 285,306.06                 | 10,082.11                  | 12,265.22                    | 433.43                       | 273,040.83                  | 9,648.68                    | 2,112,768.55                                             | 74,660.72                                                | Володимир Гройсман    | Порошенко Петро Олексійович        |
| 31.12.2018     | 1,860,496.62   | 67,194.41      | 761,088.90                   | 27,487.78                    | 1,099,407.72                | 39,706.63                   | 308,130.47                 | 11,128.56                  | 10,320.35                    | 372.73                       | 297,810.12                  | 10,755.82                   | 2,168,627.09                                             | 78,322.97                                                | Володимир Гройсман    | Порошенко Петро Олексійович        |
| 30.04.2019     | 1,845,545.71   | 69,331.04      | 777,127.55                   | 29,194.11                    | 1,068,418.16                | 40,136.93                   | 279,259.20                 | 10,490.84                  | 10,357.95                    | 389.11                       | 268,901.25                  | 10,101.73                   | 2,124,804.91                                             | 79,821.88                                                | Володимир Гройсман    | Порошенко Петро Олексійович        |
| 20.05.2019     | -/-            | -/-            | -/-                          | -/-                          | -/-                         | -/-                         | -/-                        | -/-                        | -/-                          | -/-                          | -/-                         | -/-                         | -/-                                                      | -/-                                                      | Володимир Гройсман    | Порошенко Петро Олексійович        |
| 31.05.2019     | 1,831,535.93   | 68,156.33      | 787,108.83                   | 29,290.42                    | 1,044,427.10                | 38,865.91                   | 275,572.14                 | 10,254.77                  | 10,528.66                    | 391.80                       | 265,043.47                  | 9,862.97                    | 2,107,108.06                                             | 78,411.10                                                | Володимир Гройсман    | Зеленський Володимир Олександрович |
| 31.07.2019     | 1,811,701.85   | 72,221.03      | 810,057.37                   | 32,291.84                    | 1,001,644.48                | 39,929.20                   | 255,220.64                 | 10,174.02                  | 10,859.79                    | 432.91                       | 244,360.85                  | 9,741.11                    | 2,066,922.50                                             | 82,395.06                                                | Володимир Гройсман    | Зеленський Володимир Олександрович |
| 29.08.2019     | -/-            | -/-            | -/-                          | -/-                          | -/-                         | -/-                         | -/-                        | -/-                        | -/-                          | -/-                          | -/-                         | -/-                         | -/-                                                      | -/-                                                      | Володимир Гройсман    | Зеленський Володимир Олександрович |
| 31.08.2019     | 1,809,862.89   | 71,728.02      | 805,237.73                   | 31,912.98                    | 1,004,625.17                | 39,815.05                   | 257,262.27                 | 10,195.75                  | 11,018.05                    | 436.66                       | 246,244.23                  | 9,759.09                    | 2,067,125.17                                             | 81,923.77                                                | Олексій Гончарук      | Зеленський Володимир Олександрович |
| 31.12.2019     | 1,761,369.13   | 74,362.67      | 829,495.10                   | 35,020.18                    | 931,874.03                  | 39,342.49                   | 236,906.26                 | 10,001.87                  | 9,558.67                     | 403.55                       | 227,347.59                  | 9,598.31                    | 1,998,275.39                                             | 84,364.54                                                | Олексій Гончарук      | Зеленський Володимир Олександрович |
| 31.01.2020     | 1,832,514.31   | 73,537.07      | 821,223.36                   | 32,954.92                    | 1,011,290.95                | 40,582.15                   | 246,501.05                 | 9,891.85                   | 9,362.52                     | 375.71                       | 237,138.52                  | 9,516.14                    | 2,079,015.35                                             | 83,428.92                                                | Олексій Гончарук      | Зеленський Володимир Олександрович |
| 29.02.2020     | 1,808,252.04   | 73,622.90      | 814,644.68                   | 33,168.22                    | 993,607.36                  | 40,454.68                   | 239,551.98                 | 9,753.35                   | 9,585.55                     | 390.28                       | 229,966.43                  | 9,363.07                    | 2,047,804.03                                             | 83,376.25                                                | Олексій Гончарук      | Зеленський Володимир Олександрович |
| 04.03.2020     | -/-            | -/-            | -/-                          | -/-                          | -/-                         | -/-                         | -/-                        | -/-                        | -/-                          | -/-                          | -/-                         | -/-                         | -/-                                                      | -/-                                                      | Олексій Гончарук      | Зеленський Володимир Олександрович |
| 31.03.2020     | 1,988,808.57   | 70,873.21      | 856,834.05                   | 30,534.15                    | 1,131,974.53                | 40,339.06                   | 266,744.19                 | 9,505.70                   | 10,913.70                    | 388.92                       | 255,830.49                  | 9,116.78                    | 2,255,552.76                                             | 80,378.91                                                | Денис Шмигаль         | Зеленський Володимир Олександрович |
| 30.04.2020     | 1,934,888.64   | 71,738.53      | 851,581.08                   | 31,573.48                    | 1,083,307.57                | 40,165.05                   | 261,474.89                 | 9,694.52                   | 15,941.39                    | 591.05                       | 245,533.50                  | 9,103.48                    | 2,196,363.53                                             | 81,433.06                                                | Денис Шмигаль         | Зеленський Володимир Олександрович |
| 31.05.2020     | 1,947,890.25   | 72,396.40      | 889,846.46                   | 33,072.54                    | 1,058,043.80                | 39,323.86                   | 261,573.37                 | 9,721.78                   | 15,918.15                    | 591.62                       | 245,655.22                  | 9,130.16                    | 2,209,463.62                                             | 82,118.18                                                | Денис Шмигаль         | Зеленський Володимир Олександрович |
| 30.06.2020     | 2,002,572.07   | 75,024.62      | 882,623.30                   | 33,066.71                    | 1,119,948.77                | 41,957.90                   | 266,602.66                 | 9,988.04                   | 22,171.11                    | 830.62                       | 244,431.56                  | 9,157.42                    | 2,269,174.74                                             | 85,012.65                                                | Денис Шмигаль         | Зеленський Володимир Олександрович |
| 31.07.2020     | 2,072,523.18   | 74,843.84      | 878,600.22                   | 31,728.38                    | 1,193,922.96                | 43,115.45                   | 282,546.56                 | 10,203.44                  | 21,680.55                    | 782.94                       | 260,866.01                  | 9,420.50                    | 2,355,069.74                                             | 85,047.28                                                | Денис Шмигаль         | Зеленський Володимир Олександрович |
| 31.08.2020     | 2,060,737.81   | 75,001.65      | 864,804.96                   | 31,475.04                    | 1,195,932.85                | 43,526.61                   | 277,444.35                 | 10,097.73                  | 21,376.15                    | 778.00                       | 256,068.20                  | 9,319.74                    | 2,338,182.16                                             | 85,099.38                                                | Денис Шмигаль         | Зеленський Володимир Олександрович |
| 30.09.2020     | 2,065,485.90   | 72,988.20      | 878,252.01                   | 31,034.85                    | 1,187,233.89                | 41,953.36                   | 280,122.19                 | 9,898.70                   | 24,238.32                    | 856.51                       | 255,883.87                  | 9,042.18                    | 2,345,608.09                                             | 82,886.90                                                | Денис Шмигаль         | Зеленський Володимир Олександрович |
| 31.10.2020     | 2,086,885.39   | 73,382.92      | 893,728.25                   | 31,426.92                    | 1,193,157.14                | 41,955.99                   | 281,298.49                 | 9,891.54                   | 24,187.33                    | 850.52                       | 257,111.16                  | 9,041.02                    | 2,368,183.88                                             | 83,274.45                                                | Денис Шмигаль         | Зеленський Володимир Олександрович |
| 30.11.2020     | 2,109,013.21   | 74,083.38      | 905,101.23                   | 31,793.52                    | 1,203,911.98                | 42,289.86                   | 289,189.36                 | 10,158.37                  | 29,257.34                    | 1,027.72                     | 259,932.01                  | 9,130.64                    | 2,398,202.57                                             | 84,241.75                                                | Денис Шмигаль         | Зеленський Володимир Олександрович |
| 31.12.2020     | 2,259,231.81   | 79,903.23      | 1,000,709.88                 | 35,392.54                    | 1,258,521.93                | 44,510.69                   | 292,650.22                 | 10,350.29                  | 32,237.36                    | 1,140.15                     | 260,412.86                  | 9,210.13                    | 2,551,882.03                                             | 90,253.51                                                | Денис Шмигаль         | Зеленський Володимир Олександрович |
| 31.01.2021     | 2,263,737.29   | 80,294.59      | 1,014,585.80                 | 35,987.28                    | 1,249,151.49                | 44,307.31                   | 294,482.59                 | 10,445.27                  | 37,113.21                    | 1,316.40                     | 257,369.38                  | 9,128.87                    | 2,558,219.87                                             | 90,739.86                                                | Денис Шмигаль         | Зеленський Володимир Олександрович |
| 28.02.2021     | 2,263,686.00   | 81,048.26      | 1,025,736.23                 | 36,725.12                    | 1,237,949.77                | 44,323.14                   | 289,277.13                 | 10,357.18                  | 38,171.91                    | 1,366.69                     | 251,105.23                  | 8,990.49                    | 2,552,963.14                                             | 91,405.44                                                | Денис Шмигаль         | Зеленський Володимир Олександрович |
| 31.03.2021     | 2,234,771.34   | 80,141.84      | 1,023,814.66                 | 36,715.34                    | 1,210,956.68                | 43,426.50                   | 279,508.61                 | 10,023.55                  | 40,719.05                    | 1,460.24                     | 238,789.56                  | 8,563.31                    | 2,514,279.95                                             | 90,165.39                                                | Денис Шмигаль         | Зеленський Володимир Олександрович |
| 30.04.2021     | 2,258,036.57   | 81,370.69      | 1,006,089.24                 | 36,255.47                    | 1,251,947.33                | 45,115.22                   | 276,247.30                 | 9,954.86                   | 35,726.01                    | 1,287.42                     | 240,521.29                  | 8,667.43                    | 2,534,283.87                                             | 91,325.54                                                | Денис Шмигаль         | Зеленський Володимир Олександрович |
| 31.05.2021     | 2,241,179.12   | 81,496.24      | 998,449.78                   | 36,306.74                    | 1,242,729.35                | 45,189.50                   | 275,541.02                 | 10,019.53                  | 36,068.51                    | 1,311.56                     | 239,472.51                  | 8,707.96                    | 2,516,720.14                                             | 91,515.76                                                | Денис Шмигаль         | Зеленський Володимир Олександрович |
| 30.06.2021     | 2,224,816.64   | 81,866.06      | 1,001,150.75                 | 36,839.11                    | 1,223,665.89                | 45,026.95                   | 289,542.90                 | 10,654.24                  | 36,517.56                    | 1,343.73                     | 253,025.34                  | 9,310.51                    | 2,514,359.54                                             | 92,520.30                                                | Денис Шмигаль         | Зеленський Володимир Олександрович |
| 31.07.2021     | 2,214,101.87   | 82,349.34      | 990,095.03                   | 36,824.71                    | 1,224,006.85                | 45,524.62                   | 285,290.68                 | 10,610.85                  | 36,790.66                    | 1,368.36                     | 248,500.02                  | 9,242.49                    | 2,499,392.55                                             | 92,960.18                                                | Денис Шмигаль         | Зеленський Володимир Олександрович |
| 31.08.2020     | 2,199,967.75   | 81,904.67      | 980,353.65                   | 36,498.51                    | 1,219,614.10                | 45,406.16                   | 285,378.52                 | 10,624.63                  | 41,423.61                    | 1,542.20                     | 243,954.91                  | 9,082.43                    | 2,485,346.27                                             | 92,529.30                                                | Денис Шмигаль         | Зеленський Володимир Олександрович |
| 30.09.2021     | 2,168,819.66   | 81,608.21      | 986,958.58                   | 37,137.21                    | 1,181,861.08                | 44,470.99                   | 276,700.68                 | 10,411.68                  | 45,127.81                    | 1,698.07                     | 231,572.86                  | 8,713.61                    | 2,445,520.34                                             | 92,019.88                                                | Денис Шмигаль         | Зеленський Володимир Олександрович |
| 31.10.2021     | 2,163,937.70   | 82,196.18      | 978,595.28                   | 37,171.49                    | 1,185,342.42                | 45,024.69                   | 274,662.74                 | 10,432.94                  | 47,158.31                    | 1,791.29                     | 227,504.43                  | 8,641.65                    | 2,438,600.44                                             | 92,629.12                                                | Денис Шмигаль         | Зеленський Володимир Олександрович |
| 30.11.2021     | 2,255,283.47   | 82,994.47      | 1,014,103.46                 | 37,319.03                    | 1,241,180.01                | 45,675.45                   | 303,239.64                 | 11,159.22                  | 48,153.24                    | 1,772.04                     | 255,086.40                  | 9,387.18                    | 2,558,523.11                                             | 94,153.70                                                | Денис Шмигаль         | Зеленський Володимир Олександрович |
| 31.12.2021     | 2,362,682.68   | 86,614.32      | 1,062,559.03                 | 38,952.68                    | 1,300,123.65                | 47,661.64                   | 309,334.70                 | 11,340.00                  | 49,038.83                    | 1,797.73                     | 260,295.87                  | 9,542.27                    | 2,672,017.38                                             | 97,954.31                                                | Денис Шмигаль         | Зеленський Володимир Олександрович |
| 31.01.2022     | 2,424,648.70   | 84,236.28      | 1,060,985.15                 | 36,860.37                    | 1,363,663.55                | 47,375.91                   | 320,722.99                 | 11,142.44                  | 49,565.46                    | 1,721.99                     | 271,157.53                  | 9,420.46                    | 2,745,371.69                                             | 95,378.73                                                | Денис Шмигаль         | Зеленський Володимир Олександрович |
| 24.02.2022     | -/-            | -/-            | -/-                          | -/-                          | -/-                         | -/-                         | -/-                        | -/-                        | -/-                          | -/-                          | -/-                         | -/-                         | -/-                                                      | -/-                                                      | Денис Шмигаль         | Зеленський Володимир Олександрович |
| 28.02.2022     | 2,406,114.18   | 82,246.54      | 1,017,668.87                 | 34,786.27                    | 1,388,445.31                | 47,460.26                   | 323,961.74                 | 11,073.76                  | 49,716.26                    | 1,699.42                     | 274,245.49                  | 9,374.34                    | 2,730,075.92                                             | 93,320.30                                                | Денис Шмигаль         | Зеленський Володимир Олександрович |
| 31.03.2022     | 2,524,183.35   | 86,282.41      | 1,050,659.49                 | 35,913.97                    | 1,473,523.86                | 50,368.45                   | 307,844.69                 | 10,522.84                  | 49,536.05                    | 1,693.26                     | 258,308.64                  | 8,829.59                    | 2,832,028.04                                             | 96,805.25                                                | Денис Шмигаль         | Зеленський Володимир Олександрович |
| 30.04.2022     | 2,556,357.85   | 87,382.21      | 1,096,370.52                 | 37,476.47                    | 1,459,987.33                | 49,905.74                   | 299,388.86                 | 10,233.80                  | 49,676.50                    | 1,698.06                     | 249,712.36                  | 8,535.74                    | 2,855,746.71                                             | 97,616.01                                                | Денис Шмигаль         | Зеленський Володимир Олександрович |
| 31.05.2022     | 2,645,837.11   | 90,440.82      | 1,146,974.03                 | 39,206.22                    | 1,498,863.09                | 51,234.60                   | 321,651.74                 | 10,994.80                  | 70,777.67                    | 2,419.34                     | 250,874.08                  | 8,575.45                    | 2,967,488.86                                             | 101,435.62                                               | Денис Шмигаль         | Зеленський Володимир Олександрович |
| 30.06.2022     | 2,771,450.33   | 94,734.57      | 1,226,905.95                 | 41,938.48                    | 1,544,544.38                | 52,796.09                   | 311,767.55                 | 10,656.93                  | 66,925.38                    | 2,287.66                     | 244,842.16                  | 8,369.27                    | 3,083,217.88                                             | 105,391.50                                               | Денис Шмигаль         | Зеленський Володимир Олександрович |
| 31.07.2022     | 3,164,844.88   | 86,545.42      | 1,255,746.26                 | 34,339.47                    | 1,909,098.62                | 52,205.95                   | 374,447.84                 | 10,239.60                  | 70,219.00                    | 1,920.20                     | 304,228.85                  | 8,319.40                    | 3,539,292.72                                             | 96,785.02                                                | Денис Шмигаль         | Зеленський Володимир Олександрович |
| 31.08.2022     | 3,215,288.53   | 87,924.85      | 1,261,092.54                 | 34,485.67                    | 1,954,195.99                | 53,439.18                   | 369,474.48                 | 10,103.60                  | 71,178.76                    | 1,946.44                     | 298,295.72                  | 8,157.15                    | 3,584,763.01                                             | 98,028.45                                                | Денис Шмигаль         | Зеленський Володимир Олександрович |
| 30.09.2022     | 3,236,764.87   | 88,512.14      | 1,291,322.63                 | 35,312.33                    | 1,945,442.24                | 53,199.80                   | 350,619.88                 | 9,588.00                   | 71,733.85                    | 1,961.62                     | 278,886.03                  | 7,626.38                    | 3,587,384.75                                             | 98,100.14                                                | Денис Шмигаль         | Зеленський Володимир Олександрович |
| 31.10.2022     | 3,417,375.27   | 93,451.08      | 1,303,759.92                 | 35,652.44                    | 2,113,615.35                | 57,798.64                   | 353,575.76                 | 9,668.83                   | 71,777.86                    | 1,962.83                     | 281,797.90                  | 7,706.01                    | 3,770,951.02                                             | 103,119.92                                               | Денис Шмигаль         | Зеленський Володимир Олександрович |
| 30.11.2022     | 3,572,298.77   | 97,687.60      | 1,324,197.82                 | 36,211.33                    | 2,248,100.94                | 61,476.26                   | 357,429.87                 | 9,774.23                   | 71,103.68                    | 1,944.39                     | 286,326.19                  | 7,829.84                    | 3,929,728.64                                             | 107,461.83                                               | Денис Шмигаль         | Зеленський Володимир Олександрович |
| 31.12.2022     | 3,715,133.63   | 101,593.54     | 1,389,690.25                 | 38,002.28                    | 2,325,443.38                | 63,591.26                   | 357,712.99                 | 9,781.97                   | 72,197.93                    | 1,974.31                     | 285,515.06                  | 7,807.66                    | 4,072,846.62                                             | 111,375.51                                               | Денис Шмигаль         | Зеленський Володимир Олександрович |
| 31.01.2023     | 3,891,203.64   | 106,408.33     | 1,420,461.99                 | 38,843.76                    | 2,470,741.65                | 67,564.57                   | 366,998.84                 | 10,035.90                  | 72,029.49                    | 1,969.71                     | 294,969.36                  | 8,066.19                    | 4,258,202.48                                             | 116,444.23                                               | Денис Шмигаль         | Зеленський Володимир Олександрович |
| 28.02.2023     | 3,881,847.56   | 106,152.48     | 1,431,321.40                 | 39,140.72                    | 2,450,526.15                | 67,011.76                   | 359,908.35                 | 9,842.01                   | 71,440.86                    | 1,953.61                     | 288,467.49                  | 7,888.39                    | 4,241,755.91                                             | 115,994.48                                               | Денис Шмигаль         | Зеленський Володимир Олександрович |
| 31.03.2023     | 4,045,159.50   | 110,618.39     | 1,444,746.62                 | 39,507.85                    | 2,600,412.88                | 71,110.54                   | 339,827.11                 | 9,292.87                   | 69,361.33                    | 1,896.75                     | 270,465.78                  | 7,396.12                    | 4,384,986.61                                             | 119,911.25                                               | Денис Шмигаль         | Зеленський Володимир Олександрович |
| 30.04.2023     | 4,208,303.81   | 115,079.71     | 1,436,715.13                 | 39,288.22                    | 2,771,588.68                | 75,791.49                   | 336,565.26                 | 9,203.67                   | 68,785.84                    | 1,881.01                     | 267,779.42                  | 7,322.66                    | 4,544,869.07                                             | 124,283.38                                               | Денис Шмигаль         | Зеленський Володимир Олександрович |
| 31.05.2023     | 4,257,076.16   | 116,413.43     | 1,452,746.06                 | 39,726.60                    | 2,804,330.10                | 76,686.83                   | 336,395.02                 | 9,199.01                   | 69,647.07                    | 1,904.56                     | 266,747.95                  | 7,294.45                    | 4,593,471.18                                             | 125,612.44                                               | Денис Шмигаль         | Зеленський Володимир Олександрович |
| 30.06.2023     | 4,376,482.84   | 119,678.71     | 1,454,949.89                 | 39,786.86                    | 2,921,532.94                | 79,891.85                   | 333,939.10                 | 9,131.85                   | 71,250.30                    | 1,948.40                     | 262,688.80                  | 7,183.45                    | 4,710,421.94                                             | 128,810.56                                               | Денис Шмигаль         | Зеленський Володимир Олександрович |
| 31.07.2023     | 4,521,089.31   | 123,633.10     | 1,470,754.22                 | 40,219.05                    | 3,050,335.09                | 83,414.05                   | 339,503.93                 | 9,284.03                   | 70,653.90                    | 1,932.09                     | 268,850.03                  | 7,351.94                    | 4,860,593.25                                             | 132,917.13                                               | Денис Шмигаль         | Зеленський Володимир Олександрович |
| 31.08.2023     | 4,555,688.34   | 124,579.24     | 1,472,637.42                 | 40,270.54                    | 3,083,050.92                | 84,308.69                   | 341,867.50                 | 9,348.66                   | 71,440.64                    | 1,953.61                     | 270,426.87                  | 7,395.06                    | 4,897,555.85                                             | 133,927.90                                               | Денис Шмигаль         | Зеленський Володимир Олександрович |
| 30.09.2023     | 4,560,430.90   | 124,708.93     | 1,481,027.78                 | 40,499.99                    | 3,079,403.12                | 84,208.94                   | 325,697.76                 | 8,906.49                   | 71,345.64                    | 1,951.01                     | 254,352.13                  | 6,955.48                    | 4,886,128.66                                             | 133,615.41                                               | Денис Шмигаль         | Зеленський Володимир Олександрович |
| 31.10.2023     | 4,638,269.62   | 127,544.47     | 1,515,345.73                 | 41,669.41                    | 3,122,923.89                | 85,875.06                   | 320,100.72                 | 8,802.22                   | 69,247.02                    | 1,904.17                     | 250,853.70                  | 6,898.05                    | 4,958,370.33                                             | 136,346.70                                               | Денис Шмигаль         | Зеленський Володимир Олександрович |
| 30.11.2023     | 4,799,468.99   | 131,943.44     | 1,540,966.75                 | 42,363.11                    | 3,258,502.24                | 89,580.33                   | 323,023.68                 | 8,880.33                   | 68,756.81                    | 1,890.21                     | 254,266.87                  | 6,990.12                    | 5,122,492.67                                             | 140,823.77                                               | Денис Шмигаль         | Зеленський Володимир Олександрович |
| 31.12.2023     | 5,188,090.74   | 136,591.97     | 1,587,697.58                 | 41,800.88                    | 3,600,393.16                | 94,791.09                   | 331,414.98                 | 8,725.49                   | 68,798.72                    | 1,811.33                     | 262,616.26                  | 6,914.16                    | 5,519,505.72                                             | 145,317.46                                               | Денис Шмигаль         | Зеленський Володимир Олександрович |
| 31.01.2024     | 5,154,493.65   | 136,093.68     | 1,602,644.22                 | 42,314.49                    | 3,551,849.43                | 93,779.19                   | 333,575.40                 | 8,807.36                   | 67,753.24                    | 1,788.88                     | 265,822.16                  | 7,018.48                    | 5,488,069.05                                             | 144,901.04                                               | Денис Шмигаль         | Зеленський Володимир Олександрович |
| 29.02.2024     | 5,167,406.36   | 135,245.16     | 1,598,392.07                 | 41,834.29                    | 3,569,014.29                | 93,410.86                   | 322,692.05                 | 8,445.73                   | 66,991.86                    | 1,753.36                     | 255,700.18                  | 6,692.37                    | 5,490,098.41                                             | 143,690.89                                               | Денис Шмигаль         | Зеленський Володимир Олександрович |
| 31.03.2024     | 5,612,554.81   | 143,099.30     | 1,617,796.34                 | 41,247.80                    | 3,994,758.47                | 101,851.50                  | 311,698.99                 | 7,947.17                   | 66,931.28                    | 1,706.50                     | 244,767.71                  | 6,240.67                    | 5,924,253.80                                             | 151,046.46                                               | Денис Шмигаль         | Зеленський Володимир Олександрович |

## Динаміка державного боргу та гарантованого державою боргу в розрізі політичних керівників держави
| ПІП політика/ Прем'єр-міністра України | Перебування на посаді | Перебування на посаді | Перебування на посаді | Зростання (погашення) державного боргу та гарантованого державою боргу | Зростання (погашення) державного боргу та гарантованого державою боргу |
| ПІП політика/ Прем'єр-міністра України | Початок               | Кінець                | Тривалість (днів)     | млн.дол.                                                               | млн.дол. за день перебування на посаді (млн.дол./ день)                |
| -------------------------------------- | --------------------- | --------------------- | --------------------- | ---------------------------------------------------------------------- | ---------------------------------------------------------------------- |
| 18                                     | 19                    | 20                    | 21=20-19              | 22=15-15                                                               | 23=22/21                                                               |
| Вітольд Фокін                          | 24 серпня 1991        | 01.10.1992            | 404                   | -/-                                                                    | -/-                                                                    |
| Валентин Симоненко                     | 02.10.1992            | 13.10.1992            | 11                    | -/-                                                                    | -/-                                                                    |
| Леонід Кучма                           | 13.10.1992            | 22.09.1993            | 344                   | -/-                                                                    | -/-                                                                    |
| Юхим Звягільський                      | 22.09.1993            | 16.06.1994            | 267                   | -/-                                                                    | -/-                                                                    |
| Віталій Масол                          | 16.06.1994            | 06.03.1995            | 263                   | -/-                                                                    | -/-                                                                    |
| Євген Марчук                           | 06.03.1995            | 28.05.1996            | 449                   | -/-                                                                    | -/-                                                                    |
| Павло Лазаренко                        | 28.05.1996            | 19.06.1997            | 387                   | ▲4,000.00                                                              | 10.34                                                                  |
| Василь Дурдинець                       | 19.06.1997            | 16.07.1997            | 27                    | -/-                                                                    | -/-                                                                    |
| Валерій Пустовойтенко                  | 16.07.1997            | 22.12.1999            | 889                   | ▲1,249.42                                                              | 1.41                                                                   |
| Віктор Ющенко                          | 22.12.1999            | 29.05.2001            | 524                   | ▼-1,149.42                                                             | -2.19                                                                  |
| Анатолій Кінах                         | 29.05.2001            | 21.11.2002            | 541                   | 101.30                                                                 | 0.19                                                                   |
| Віктор Янукович                        | 21.11.2002            | 07.12.2004            | 747                   | ▲1,943.90                                                              | 2.60                                                                   |
| Микола Азаров                          | 07.12.2004            | 28.12.2004            | 21                    | -48.95                                                                 | -2.33                                                                  |
| Віктор Янукович                        | 28.12.2004            | 05.01.2005            | 8                     | -/-                                                                    | -/-                                                                    |
| Микола Азаров                          | 05.01.2005            | 24.01.2005            | 19                    | 38.12                                                                  | 2.01                                                                   |
| Юлія Тимошенко                         | 24.01.2005            | 08.09.2005            | 227                   | -475.20                                                                | -2.09                                                                  |
| Юрій Єхануров                          | 08.09.2005            | 04.08.2006            | 330                   | -967.29                                                                | -2.93                                                                  |
| Віктор Янукович                        | 04.08.2006            | 18.12.2007            | 501                   | ▲2,881.34                                                              | 5.75                                                                   |
| Юлія Тимошенко                         | 18.12.2007            | 11.03.2010            | 814                   | ▲22,043.60                                                             | 27.08                                                                  |
| Микола Азаров                          | 11.03.2010            | 28.01.2014            | 1419                  | ▲33,609.56                                                             | 23.69                                                                  |
| Сергій Арбузов                         | 28.01.2014            | 27.02.2014            | 30                    | -/-                                                                    | -/-                                                                    |
| Арсеній Яценюк                         | 27.02.2014            | 14.04.2016            | 777                   | ▼-7,062.65                                                             | -9.09                                                                  |
| Володимир Гройсман                     | 14.04.2016            | 29.08.2019            | 1232                  | ▲15,760.04                                                             | 12.79                                                                  |
| Олексій Гончарук                       | 29.08.2019            | 04.03.2020            | 188                   | 1,452.48                                                               | 7.73                                                                   |
| Денис Шмигаль(до 24.02.22)             | 04.03.2020            | 24.02.2022            | 722                   | 9,944.05                                                               | 13.77                                                                  |
| Денис Шмигаль(після 24.02.22)          | 24.02.2022            | 31.03.2024            | 766                   | ▲57,726.16                                                             | 75.36                                                                  |

| ПІП політика/ Президента              | Перебування на посаді | Перебування на посаді | Перебування на посаді | Зростання (погашення) державного боргу та гарантованого державою боргу | Зростання (погашення) державного боргу та гарантованого державою боргу |
| ПІП політика/ Президента              | Початок               | Кінець                | Тривалість (днів)     | млн.дол.                                                               | млн.дол. за день перебування на посаді (млн.дол./ день)                |
| ------------------------------------- | --------------------- | --------------------- | --------------------- | ---------------------------------------------------------------------- | ---------------------------------------------------------------------- |
| 24                                    | 25                    | 26                    | 27=26-25              | 28=15-15                                                               | 29=28/27                                                               |
| Кравчук Леонід Макарович              | 24 серпня 1991        | 19.07.1994            | 1060                  | 2,406.69                                                               | 2.27                                                                   |
| Кучма Леонід Данилович                | 19.07.1994            | 23.01.2005            | 3841                  | ▲13,727.68                                                             | 3.57                                                                   |
| Ющенко Віктор Андрійович              | 23.01.2005            | 25.02.2010            | 1859                  | ▲21,809.77                                                             | 11.73                                                                  |
| Віктор Янукович                       | 25.02.2010            | 22.02.2014            | 1458                  | ▲35,282.24                                                             | 24.20                                                                  |
| Турчинов Олександр Валентинович       | 22.02.2014            | 07.06.2014            | 105                   | ▼-3,127.63                                                             | -29.79                                                                 |
| Порошенко Петро Олексійович           | 07.06.2014            | 20.05.2019            | 1808                  | 8,312.35                                                               | 4.60                                                                   |
| Зеленський Володимир (до 24.02.22)    | 20.05.2019            | 24.02.2022            | 1011                  | 14,909.20                                                              | 14.75                                                                  |
| Зеленський Володимир (після 24.02.22) | 24.02.2022            | 31.03.2024            | 766                   | ▲57,726.16                                                             | 75.36                                                                  |

Див.також: Державний борг, міжнародні (золотовалютні) резерви НБУ та Президенти України

## Динаміка державного боргу та гарантованого державою боргу по рокам
| Дата (за рік) | Сума державного боргу за відповідний рік млн дол. США | Сума державного боргу за відповідний рік млн дол. США |
| Дата (за рік) | Сума, млн дол.США                                     | Різниця за рік                                        |
| ------------- | ----------------------------------------------------- | ----------------------------------------------------- |
| 30            | 31                                                    | 32=31-31                                              |
| 31.12.1991    | 0.00                                                  | -/-                                                   |
| 31.12.1992    | 11.47                                                 | 11.47                                                 |
| 31.12.1993    | 388.22                                                | 376.75                                                |
| 31.12.1994    | 3,848.46                                              | 3,460.24                                              |
| 31.12.1995    | 12,610.41                                             | 8,761.95                                              |
| 31.12.1996    | 10,894.09                                             | ▼-1,716.32                                            |
| 31.12.1997    | 15,034.95                                             | 4,140.86                                              |
| 31.12.1998    | 14,410.73                                             | ▼-624.22                                              |
| 31.12.1999    | 15,249.42                                             | 838.69                                                |
| 31.12.2000    | 14,172.92                                             | ▼-1,076.50                                            |
| 31.12.2001    | 14,084.87                                             | -88.05                                                |
| 31.12.2002    | 14,201.30                                             | 116.43                                                |
| 31.12.2003    | 14,542.53                                             | 341.23                                                |
| 31.12.2004    | 16,096.25                                             | 1,553.72                                              |
| 31.12.2005    | 15,474.41                                             | ▼-621.84                                              |
| 31.12.2006    | 15,949.90                                             | 475.49                                                |
| 31.12.2007    | 17,573.22                                             | 1,623.32                                              |
| 31.12.2008    | 24,598.75                                             | 7,025.53                                              |
| 31.12.2009    | 39,684.99                                             | ▲15,086.24                                            |
| 31.12.2010    | 54,289.34                                             | ▲14,604.35                                            |
| 31.12.2011    | 59,215.70                                             | 4,926.36                                              |
| 31.12.2012    | 64,500.00                                             | 5,284.30                                              |
| 31.12.2013    | 73,110.18                                             | 8,610.18                                              |
| 31.12.2014    | 69,811.89                                             | ▼-3,298.29                                            |
| 31.12.2015    | 65,488.41                                             | ▼-4,323.48                                            |
| 31.12.2016    | 70,970.86                                             | 5,482.45                                              |
| 31.12.2017    | 76,305.18                                             | 5,334.32                                              |
| 31.12.2018    | 78,322.97                                             | 2,017.79                                              |
| 31.12.2019    | 84,364.54                                             | 6,041.57                                              |
| 31.12.2020    | 90,253.51                                             | 5,888.97                                              |
| 31.12.2021    | 97,954.31                                             | 7,700.80                                              |
| 31.12.2022    | 111,375.51                                            | 13,421.20                                             |
| 31.12.2023    | 145,317.46                                            | 33,941.95                                             |

## Безпечний рівень боргу
Безпечний рівень боргу — це такий рівень, при якому держава може:
- своєчасно і в повному обсязі виконувати свої боргові зобов'язання без допомоги міжнародних фінансових організацій (чи інших суб'єктів), без проведення реструктуризації цих зобов'язань чи оголошення дефолту;
- здійснювати державні запозичення на ринках капіталу за прийнятними відсотковими ставками.

Згідно з вітчизняними і іноземними дослідженнями економічно безпечний рівень державного і гарантованого державою боргу для України наразі становить близько 35 % від ВВП. Такий висновок базується на статистиці настання дефолтів у країнах з ринками, що формуються, (досліджено МВФ) та на власному досвіді України, яка вже двічі була не в змозі самостійно виконувати свої боргові зобов'язання при їх наближенні до рівня 30-35 % відносно ВВП, зокрема:
- наприкінці 90-х років минулого століття, що призвело до кількох реструктуризацій внутрішнього державного боргу і реструктуризації зовнішнього державного боргу;
- та наприкінці 00-х років поточного століття, що призвело до звернення про допомогу до міжнародних фінансових організацій (сума якої була другою за величиною у світі після допомоги МВФ для Угорщини).

## Реструктуризація боргу України (2015)
27 серпня 2015 міністр фінансів України Наталія Яресько завершила переговори з кредиторами про списання частини боргу України. В результаті такої реструкторизації було списано 20 % основного боргу України (близько $3,6-3,8 млрд) та досягнуто декілька інших важливих фінансових домовленостей.